# Mukdahan (stad)
Mukdahan (Thais: มุกดาหาร) is een stad in Noordoost-Thailand. Mukdahan is hoofdstad van de provincie Mukdahan en het district Mukdahan. De stad telde in 2000 bij de volkstelling 33.249 inwoners.
Mukdahan ligt aan de Mekong tegenover de Laotiaanse stad Savannakhet. Bij Mukdahan is begin 2007 de tweede brug tussen Thailand en Laos over de Mekong geopend. De brug maakt deel uit van de Aziatische straatweg AH16 van Tak naar Đông Hà  in Vietnam. In en om Mukdahan wonen vrij veel Vietnamezen.

## Geschiedenis
Mukdahan werd gesticht in 1770 door Chankinnaree, de prins van Phonsim, als een satellietstad van Udon Thani.

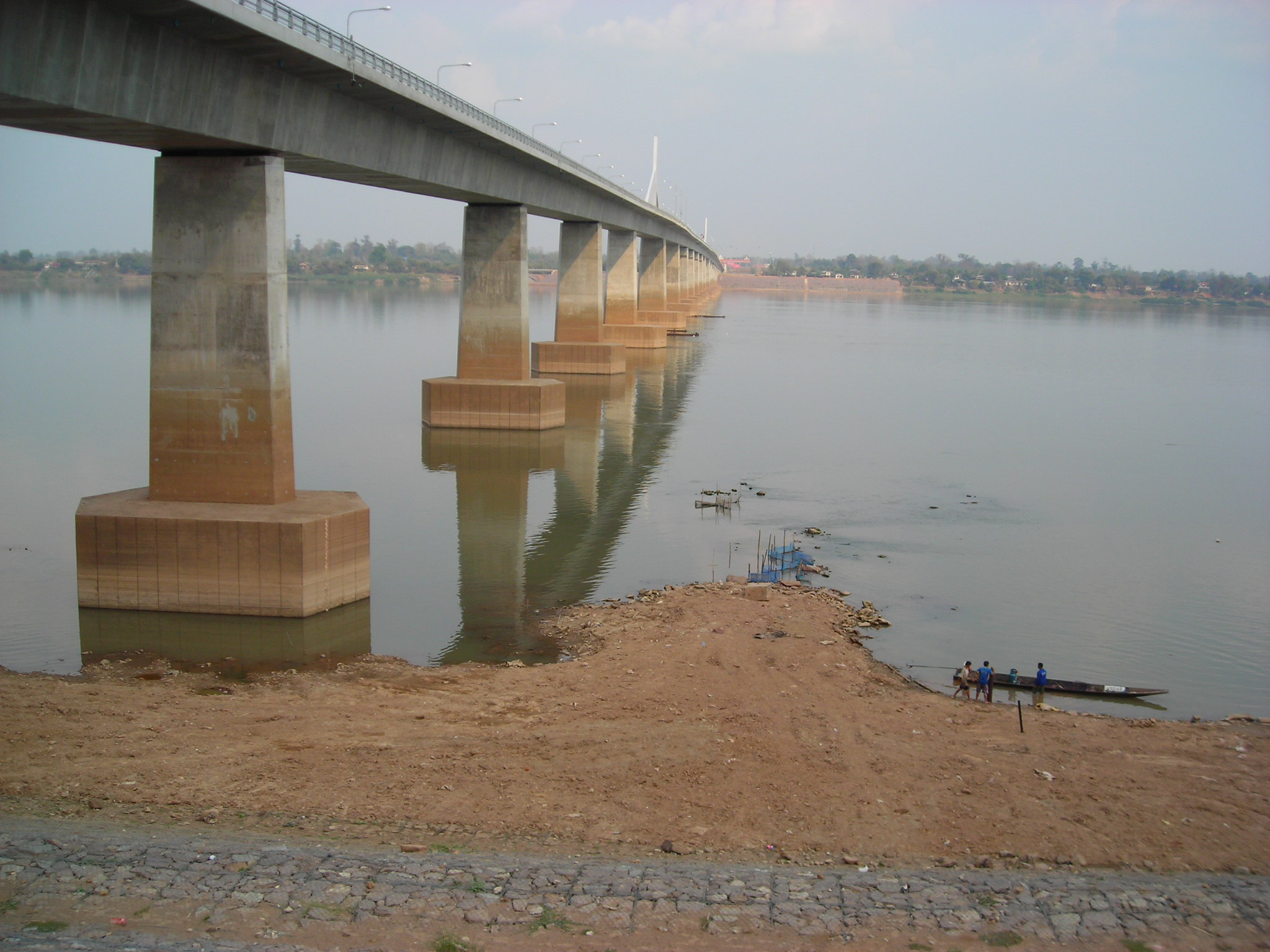
De brug tussen Mukdahan & Savannekhet
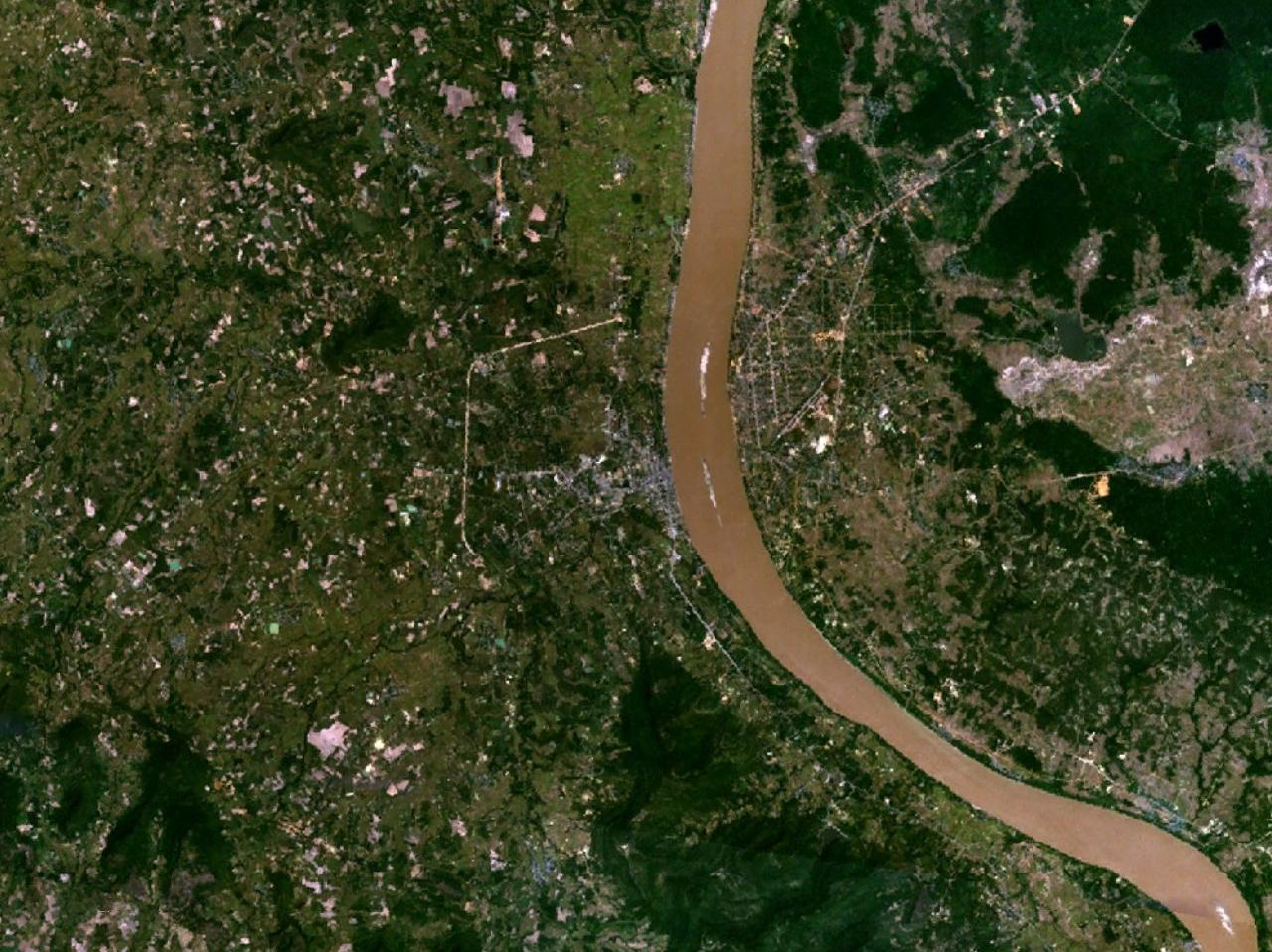
Satellietfoto van Mukdahan en omgeving